# Bathypontia minor
Bathypontia minor är en kräftdjursart som beskrevs av Georg Ossian Sars 1907. Bathypontia minor ingår i släktet Bathypontia och familjen Bathypontiidae. Inga underarter finns listade i Catalogue of Life.